# Wormser Hütte
Die Wormser Hütte ist eine Schutzhütte der Kategorie I der Sektion Worms des Deutschen Alpenvereins. Sie liegt auf 2307 m ü. A. Höhe im österreichischen Bundesland Vorarlberg in der Verwallgruppe.

## Historie

### Baugeschichte
Die Wormser Hütte wurde in den Jahren 1906/07 vom erfahrenen Hüttenbaumeister Walser errichtet, wobei schon im Jahre 1902 erste Überlegungen zum Bau einer solchen Hütte aufkamen. Nachdem sich Mitglieder der Sektion Worms den möglichen Bauplatz der Hütte angesehen hatten und plötzlich auch die Sektion Tübingen-Reutlingen Interesse an dem Bauplatz gezeigt hatte, wurde schon bald darauf ein erster Bauplan der Hütte erstellt. Dieser sah auf einer Grundfläche von 8 m × 9 m 2 Etagen vor. Darunter waren eine Schankstube, eine Führerstube, Küche und Schlafstube im Erdgeschoß, fünf Schlafkabinen zu je zwei Betten und ein Matratzenschlafraum mit fünf Matratzenlagern im Obergeschoß sowie ein Heulager auf dem Dachboden. Nachdem der Bau beschlossen wurde, sicherte der Zentralausschuss des Deutschen und Österreichischen Alpenvereins 4000 Reichsmark als Zuschuss für die insgesamt rund 13000 Reichsmark teure Hütte zu. Nach knapp zwei Jahren Bauzeit wurde die Hütte dann vom 27. bis zum 29. Juli 1907 mit einem großen Fest und kirchlicher Weihe eröffnet. Schon damals wurde die Hütte von Hunderten besucht.
Die Versorgung geschah lange Zeit mit einem „Fritz“ genanntem Maultier, das aber einmal ausrutschte und beim Absturz starb.
Im Laufe der Jahre wurde die Hütte mehrfach erweitert, zuletzt 2019, und besitzt heute 22 Zimmerschlafplätze und 42 Schlafplätze in 4 Lagern.

### Hüttenwirte
- Aurel Steu (1907–1908)
- Anton Vonier (1908–1924)
- Konrad Künzle (1924–1949)
- Herbert Wachter (1954–1959)
- Wendelin Tschugmell (1962–1966)
- Johann Aßmann (1966–1976)
- Werner Fleisch (1977–2005)
- Manfred Zwischenbrugger (2005–2024)
- Hendrik Eberhardt (seit 2025)

## Zugänge
- Mit einem 20-minütigen Fußmarsch ist die Hütte ab der Bergstation der Sesselbahn Sennigrat erreichbar. Ohne Aufstiegshilfen dauert der Aufstieg von Schruns 5 bis 6 Stunden.
- 5 Stunden dauert der Anstieg von St. Gallenkirch.
- Nicht schwierig, aber mühsam ist der Zugang von der Bergbahn-Mittelstation zur Alpe Vorderkapell und über den längeren „Seeweg“.

## Touren

### Gipfelbesteigungen
- Hochjoch (2520 m), 2 Stunden (einige Stellen II)
- Kapelljoch ¼ Stunde
- Kreuzjoch (2395 m), ¾ Stunden
- Zamangspitze (2386 m), 1¼ Stunden (Trittsicherheit ist erforderlich)

### Übergänge
- Die Wormser Hütte schließt ein Ende des Wormser Wegs durch das Verwall zur Heilbronner Hütte ab (8–10 Std., Länge 20 km).
- Die Hütte ist auch ein wichtiger Stützpunkt am Zentralalpenweg 02.
- Übergang zur Konstanzer Hütte über Kreuzjoch – Furkla – hinteres Silbertal – Silbertaler Winterjöchle, ca. 6 – 7 Std.

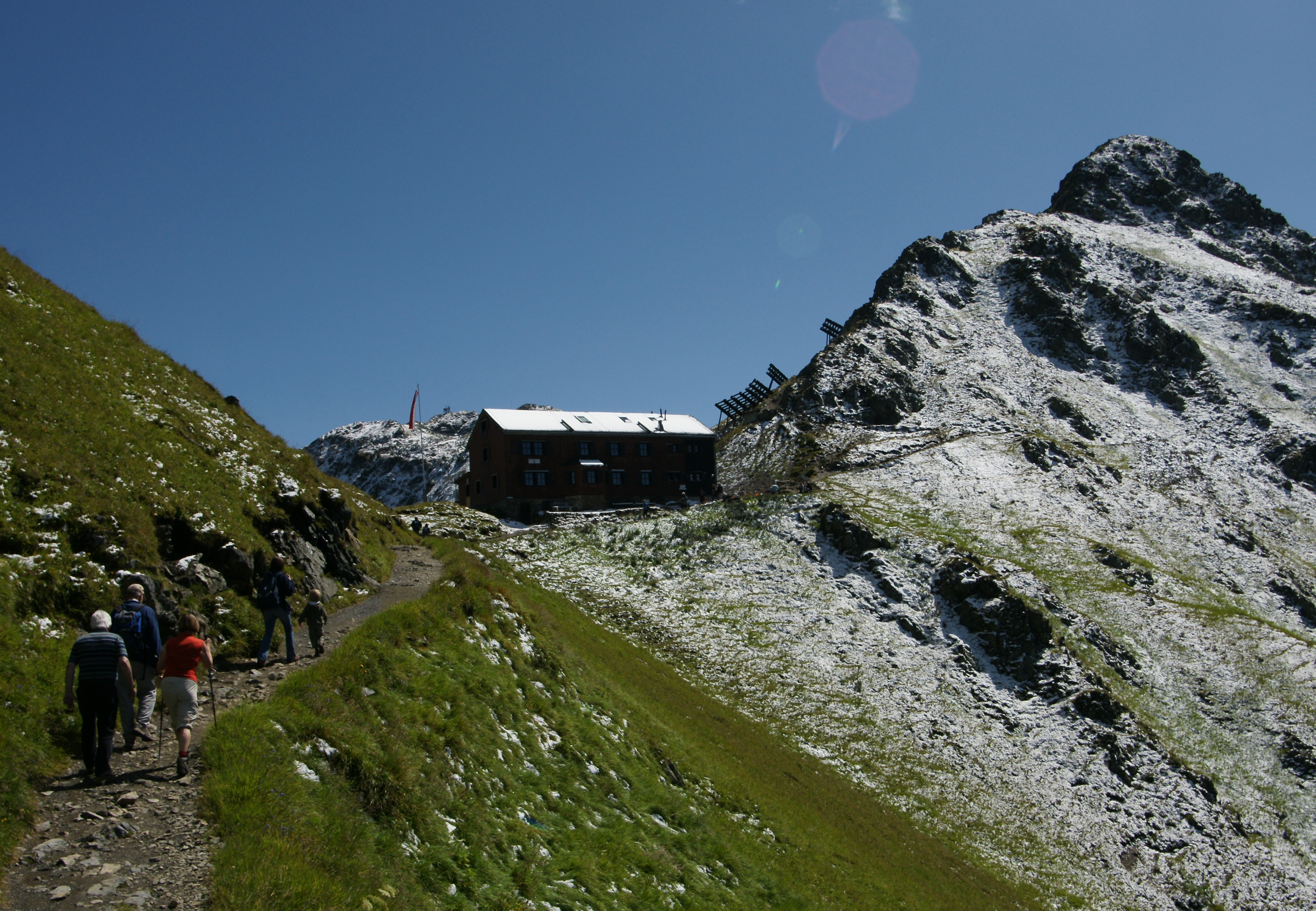
22. August 2008
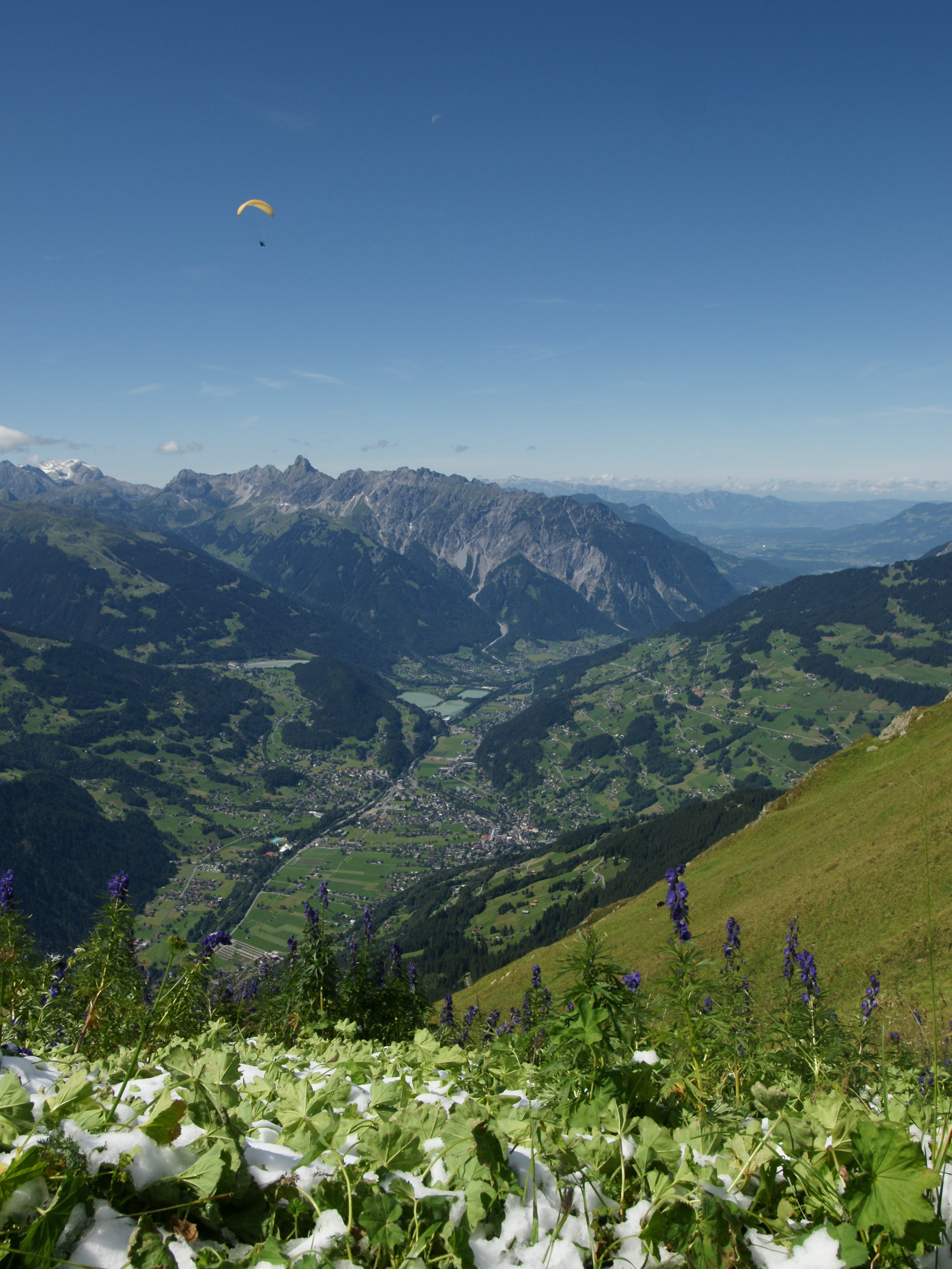
Blick ins Montafon
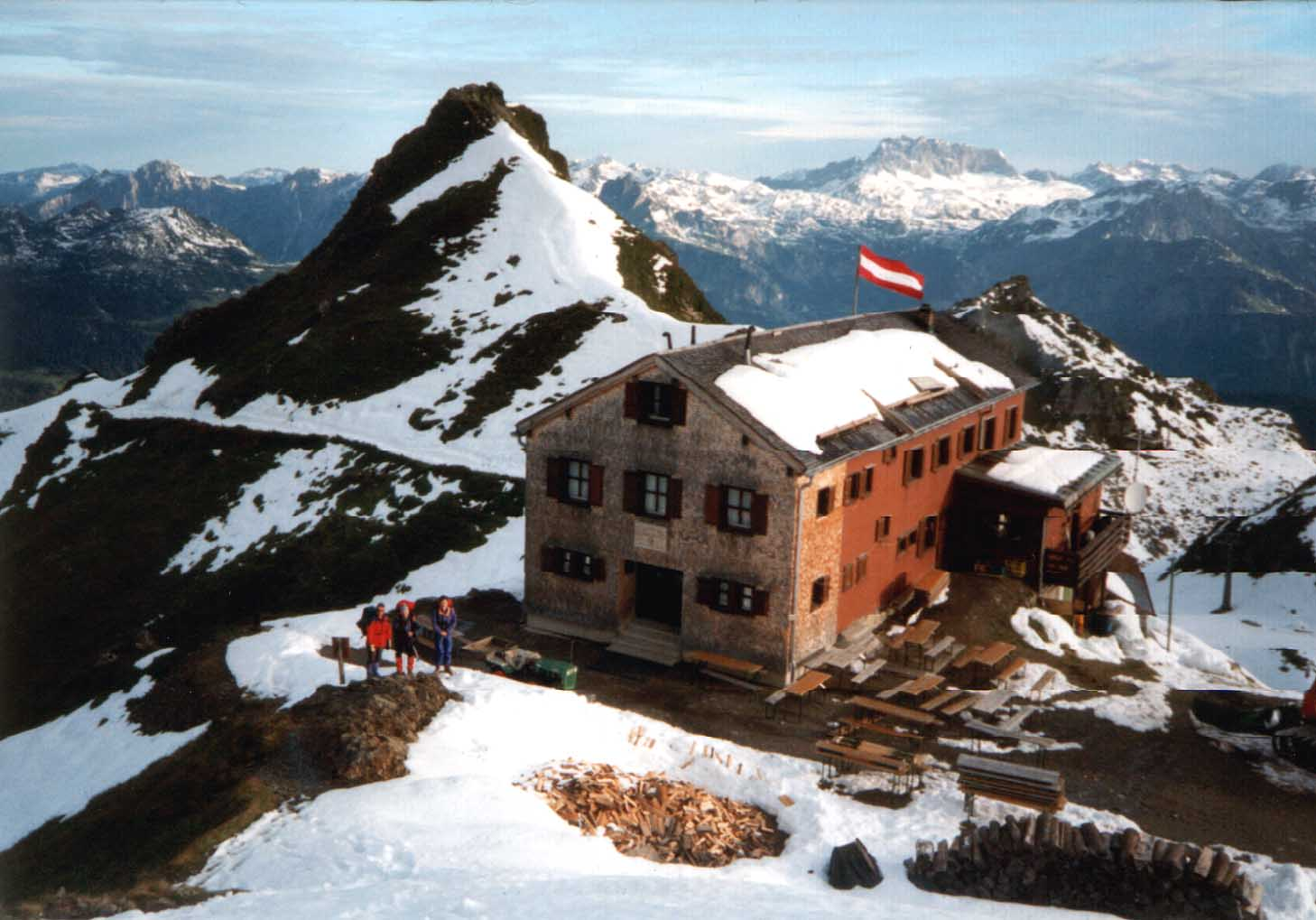
Wormser Hütte nach dem Wintereinbruch, 1995

## Karten
- Alpenvereinskarte 1:50.000, Blatt 28, Verwallgruppe
- Kompass-Karte 1:50.000, Blatt 33, Arlberg – Verwallgruppe
- Kompass-Wanderkarte 1:25.000, Blatt 032, Montafon, Brandnertal